# Neorygocera fuliginea
Neorygocera fuliginea là một loài bọ cánh cứng trong họ Cerambycidae.